# 시콜스키 S-64

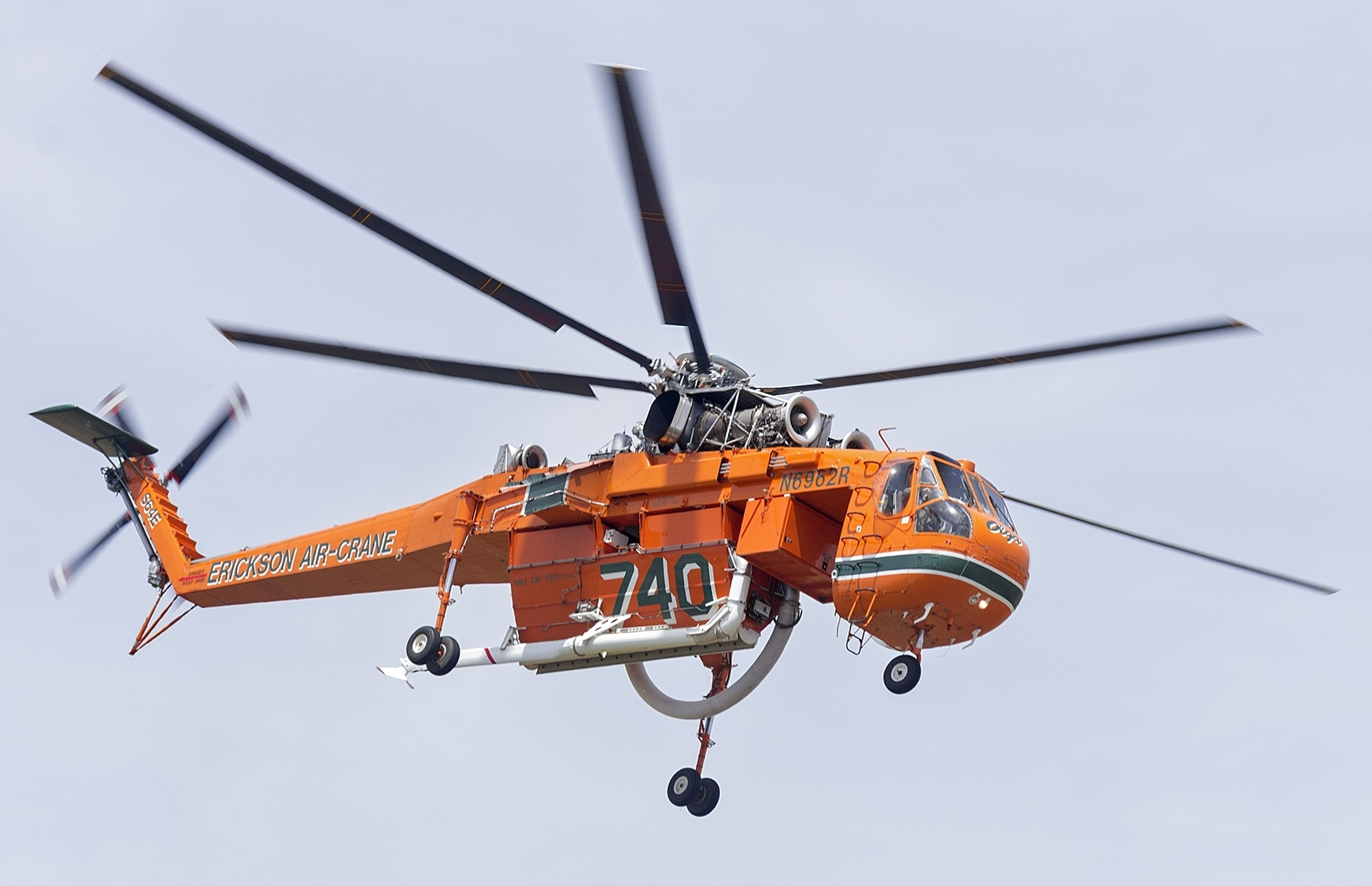
시콜스키 S-64

시콜스키 S-64(Sikorsky S-64 Skycrane/S-64 Aircrane)은 미국의 쌍발 엔진, 중화물 수송용 헬리콥터다.
최초 개발 원형은 미 육군의 CH-54 타헤(Tarhe)로 타헤라는 명칭은 키오와, 아파치, 코만치, 치누크 헬기처럼 (18세기 Wyandot) 인디언 부족 족장의 이름을 따서 명명된 것이다.
미국의 헬리콥터 CH-53과 CH-47을 능가하는 서방측 최대의 수송 헬리콥터이자 Mi-26에 이은 세계 제2위의 수송 헬리콥터로, 
타헤의 민수용 바리에이션이 S-64(Skycrane)이다.
스카이 크레인의 개발진가는 먼훗날 1971년 미국인 벌목업자 존 에릭슨(John Erickson)에 의해 빛을 보게 된다.

## 양산(제작사)
에릭슨사 스카이크레인(Erickson Company and Skycrane) - 1992년에는 시코르스키사로부터 라이센스를 사들여 오레곤에 있는 센트럴 포인트에 본부를 둔 에릭슨 에어크레인사(Erickson Air-Crane Inc)가 S-64E,F에 대한 제작을 하고 있다. S-64E 대당가격은 약 250억원이다.

## 구조 및 성능
S-64는 6개의 블레이드로 구성된 주 로터와 4개의 블레이드로 이루어진 테일로터 시스템을 갖추고 있다. S-64E는 9000SHP(엔진 1개당 4,500SHP) 프랫 앤 휘트니 (Pratt and Whitney) 터빈 엔진 동력으로 9톤에 이르는 화물을 들어 올릴 수 있으며, 물탱크를 장착한 스카이크레인도 개발되어 이 버전은 컴퓨터로 유수량을 계측, 약 10,000리터에 달하는 물탱크의 개폐를 자동 컨트롤 할 수 있으며 '호버 스노클Hover Snorkel'이라는 호스를 사용해 45cm의 얕은 물에서도 45초 안에 물탱크를 가득 채울 수 있다.
씨 스노클(Sea Snorke}장비 이용시 30초 미만의 시간동안에 바닷물이나 염수로 탱크를 가득 채울 수 있다. 스카이크레인은 정확한 작업능력과 1시간에 11,356리터를 실어 나를 수 있는 엄청난 적재용량으로 산불진화와 방재활동에 많이 사용되고 있다
S-64는 후방 파일럿 조종석이 달린 세계최초의 기중기 헬리콥터이며 후방조종석에 앉은 조종사는 헬기에 매달린 자재를 육안으로 확인하면서 화물을 정확한 곳에 위치시키는 일을 한다.
S-64F 기종은 보다 더 강력한 9,600SHP 프랫 앤 휘트니 트윈엔진을 장착하여 11톤을 들어 올릴 수 있다.

## 운용국가
- 미국
- 대한민국 - 산림청(산림항공본부)에서 S-64E  7대를 도입 운용하고 있으며,  2013년 5월 9일 안동에서 1대가 추락하였다.

## 개발 역사
시코르스키사(Sikorski} 최초의 크레인 헬리콥터는 미해군과 시코르스키사가 비용을 부담하고 연구목적으로 설계되고 제작된 피스톤 엔진의 S-60 이었다. 설계 프로젝트는 1958년 5월에 시작되었는데, 가능한 많은 화물을 적재 하거나 화물을 들어 올릴 수 있도록 최소한의 기체 골격만 남겨져 S-60은 5,443kg의 화물을 동체 한가운데 비어있는 부분에 탈착하거나 매달 수 있었고 부조종사가 좌석을 돌려 후방에서 화물이 정확한 위치에 하역되는지 감독할 수 있게끔 설계됐다. 개발시간을 단축하기 위해 S-60은 이미 테스트를 마친 S-56의 프랫 앤 휘트니 R-2800 엔진과 로터, 동력전달장치들을 그대로 사용했다. N807로 등록된 S-60은 1959년 3월 25일 첫 비행을 마쳤다.
그러나 시코르스키사는 이미 더욱 대형인 S-64의 시제기 Proto Type를 제작하기 시작했고, 이 기체는 1962년 5월 9일 날아올랐다. 시코르스키사는 S-64를 주력 공중 수송기로 만들 요량으로 S-60의 기본 로터시스템을 베이스로 하고 6개의 블레이드로 구성된 메인 로터 시스템을 채택했다.
S-64는 S-60과는 달리 투윈 터보샤프트 엔진(4500SHP JFTD-12A)을 중앙 동체 꼭대기 양편에 장착하고 꼬리날개 아랫쪽에 붙어 있던 보조바퀴를 없앴다.
지면과 붐사이의 간격은 2.84m, 주 랜딩기어사이의 간격은 6.02m로 S-64의 하부에 상당한 크기의 화물을 부착할 수 있다.
S-64의 특징중 하나는 랜딩기어를 유압식으로 늘였다 줄였다 할 수 있는 점인데, 이러한 특징 때문에 화물 위에 내려 앉아 지면에서 화물을 들어 올리거나 바로 택싱(Taxing) 할 수도 있다.
조지아주 포트 베닝에서 오리지널 시제기의 평가가 끝난 후 미군은 1963년 이 헬리콥터를 CH-54A라고 명명하고 베트남 전에서 최초 10여기이상이 운용되기 시작한 이후 1968에는 후기 버전의 주문량이 약 60대에 이르렀다.
이 후기버전은 각각 4620SHP의 힘을 지닌 2개의 엔진을 탑재하여 트럭, 야전병원용 컨테이너, 48개의 의무용 들것, 67명의 병사 혹은 10,382kg의 화물을 실어 나를 수 있었다. CH-54는 베트남전에서 병력수송과 추락한 항공기의 회수작업에 사용되어 총 380대 이상의 파손된 항공기를 회수, 약 2억 1천만 달러에 달하는 비용을 절감했다. 또한 불도저와 탱크들을 실어 나르는 등 맹활약을 펼쳤다.
또 한편 시코르스키사가 소유한 S-64A와 미군에서 주문한 6대의 헬기는 민간시장에서도 쓰임새가 많았는데, 이를테면 화물선에서 해변으로 화물을 실어나른다든지, 혹은 앞바다에 있는 석유시추선의 지원작업등에 사용할 수 있었다. (스카이 크레인은 진자효과(Pendulum Effect)를 상쇄시키는 현수장치를 사용해 헬기가 전진할 때 동체가 기울어지더라도 매달린 화물은 평행을 유지한다. 그렇기 때문에 착륙하지 않고 호버링 상태에서도 물건을 들어올릴 수 있다.)
예산 삭감으로 인해 미군에서 대형 기중기 헬리콥터 프로그램이 취소됨에 따라 CH-54는 더 강력한 엔진으로 업그레이드 되지 못했다. 대신에 CH-47 치누크 헬기가 그 자리를 빠르게 메꿔갔다. 하지만, 스카이크레인은 1990년대까지 미 방위군에 남아있었다. 소련도 CH-54와 유사한 골격구조 설계를 채택한 더욱 대형의 헬리콥터를 만들었다.
스코르스키사가 만든 기체는 스카이크레인(Skycrane)이라고 부르며, 에릭슨 에어크레인사(Erickson Air-Crane Inc)가 재제작하거나 신규로 제작하면 에어크레인(AirCrane)이라고 호칭이 변경된다.

## 같이 보기
- 카모프 KA-32
- 수리온 산림청헬기
- 헬리콥터 목록